# Laval-Roquecezière
Laval-Roquecezière – miejscowość i gmina we Francji, w regionie Oksytania, w departamencie Aveyron. W 2013 roku jej populacja wynosiła 269 mieszkańców. Gmina położona jest na terenie Parku Regionalnego Grands Causses. 

## Zabytki
Zabytki w miejscowości posiadające status monument historique:
- klasztor Notre-Dame d'Orient (fr. Monastère Notre-Dame d'Orient)